# Blåberget
Blåberget är ett naturreservat i Leksands kommun i Dalarnas län.
Området är naturskyddat sedan 2009 och är 12 hektar stort. Reservatet består av högrest granskog med inslag av lövträd som kring en å bildar en mindre ravin. 